# Theodor Ringenson
Johan Albert Theodor Ringenson, född den 15 januari 1857 i Ängsö socken, Västmanlands län, död den 14 maj 1939 i Leksand, var en svensk jurist. 
Efter mogenhetsexamen i Uppsala 1875 blev Ringenson samma år student vid Uppsala universitet, där han avlade examen till rättegångsverken 1879. Han blev vice häradshövding 1883 och var extra länsnotarie i Kopparbergs län 1886–1889. Ringenson var häradshövding i Ångermanlands västra domsaga 1896–1911 och i Norra Roslags domsaga 1911–1925. Han blev riddare av Nordstjärneorden 1906.